# Южный поселковый совет (Барнаул)
Южный поселковый совет, Южный поссовет — упразднённая в 1993 году административно-территориальная единица в Центральном районе города Барнаула Алтайского края России. Административный центр — посёлок городского типа (рабочий посёлок) Южный. После реформы муниципального устройства сохранилась Южная поселковая администрация.

## История
Южный поселковый Совет депутатов трудящихся Центрального района г. Барнаула образован в 1964 году.
Распоряжением администрации Центрального района г. Барнаула от 20 декабря 1991 г. № 21-к полномочия исполкома Южного поселкового Совета прекращены и образована Южная поселковая администрация Центрального района города Барнаула.
Деятельность поселковых Советов народных депутатов прекращена в соответствии с Указом Президента РФ от 9 октября 1993 г. № 1617, полномочия переданы администрациям поселков.